# Montesia bosqi
Montesia bosqi är en skalbaggsart som beskrevs av Campos-seabra 1961. Montesia bosqi ingår i släktet Montesia och familjen långhorningar. Inga underarter finns listade i Catalogue of Life.